# Frankford Avenue Bridge
Die Frankford Avenue Bridge, deutsch in etwa Frankford-Avenue-Brücke, ist eine 1697 fertiggestellte Brücke in Philadelphia, der Hauptstadt des Bundesstaates Pennsylvania der Vereinigten Staaten. Sie gilt als erste bekannte Steinbogenbrücke der USA und ist wahrscheinlich auch die älteste Brücke an einer Hauptverkehrsroute des Landes.

## Lage
Die Brücke mit drei Bögen wurde im nordöstlichen Teil Philadelphias erbaut und führt die Franklin Avenue über den Pennypack Creek, einen Bach, der in den Delaware River mündet. Ursprünglich führte die King’s Road über die Brücke, welche die Hauptverkehrsverbindung zwischen Philadelphia und New York war. Die Franklin Avenue ist heute Teil des U.S. Highway 13, der entlang der Südküste bis nach North Carolina führt.

## Geschichte
Die Franklin Avenue Bridge wurde mehr als hundert Jahre vor der Herrschaft Napoleons erbaut. Für den Bau der Brücke musste jedes männliche Mitglied der umliegenden Gemeinden entweder Fronarbeit oder Geld beisteuern. Die erste Brücke war 18 Fuß (5,5 m) breit, sodass knapp zwei Pferdefuhrwerke kreuzen konnten. Sie wurde 1893 erheblich verbreitert, damit sie auch von der Straßenbahn genutzt werden konnte. 1950 wurde sie erneut verbreitert, um mehr Platz für die Autos zu schaffen.